# Culcita
Culcita ist die einzige Gattung der Familie Culcitaceae innerhalb der Ordnung der Baumfarne (Cyatheales).

## Merkmale

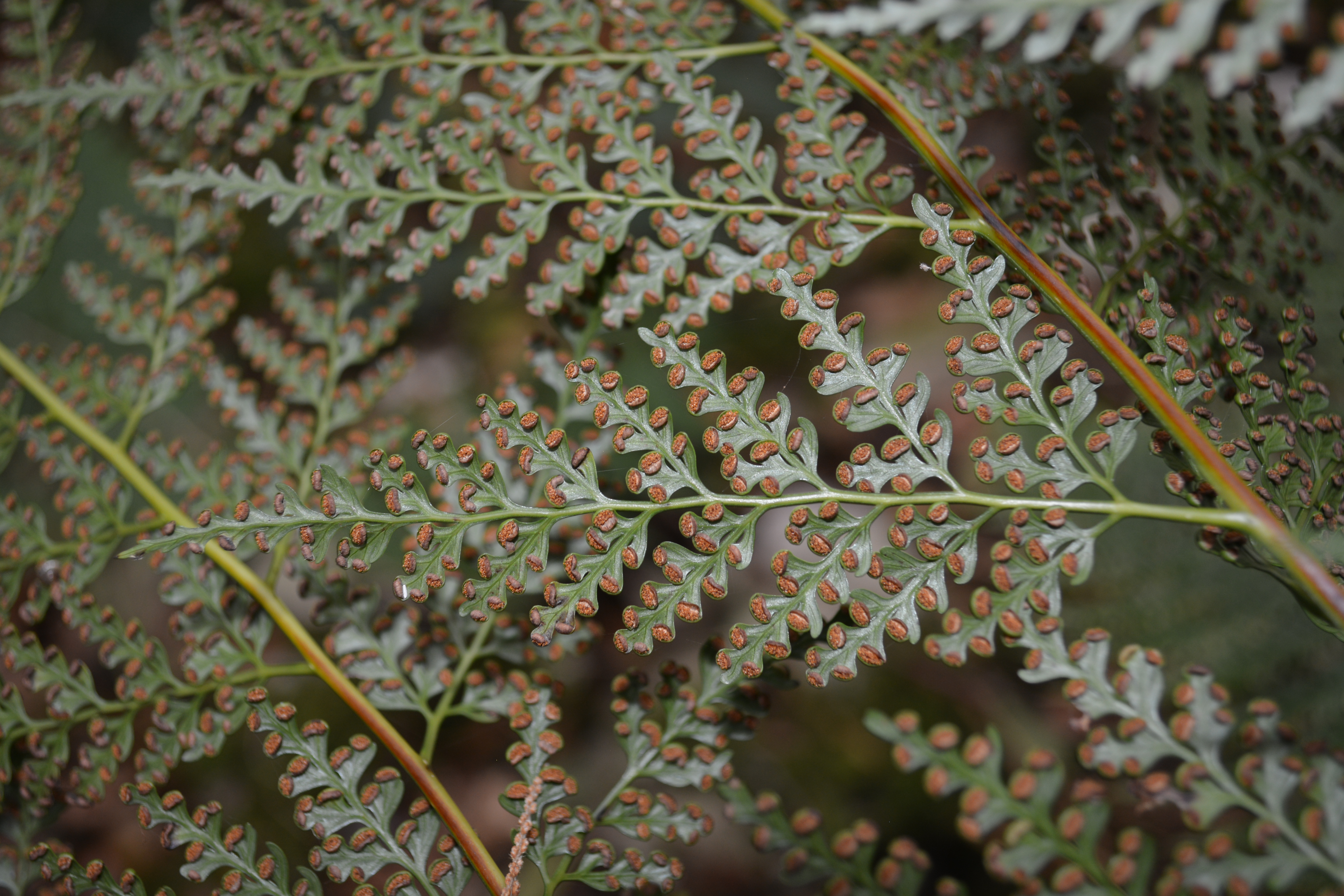
Blattunterseite von Culcita macrocarpa

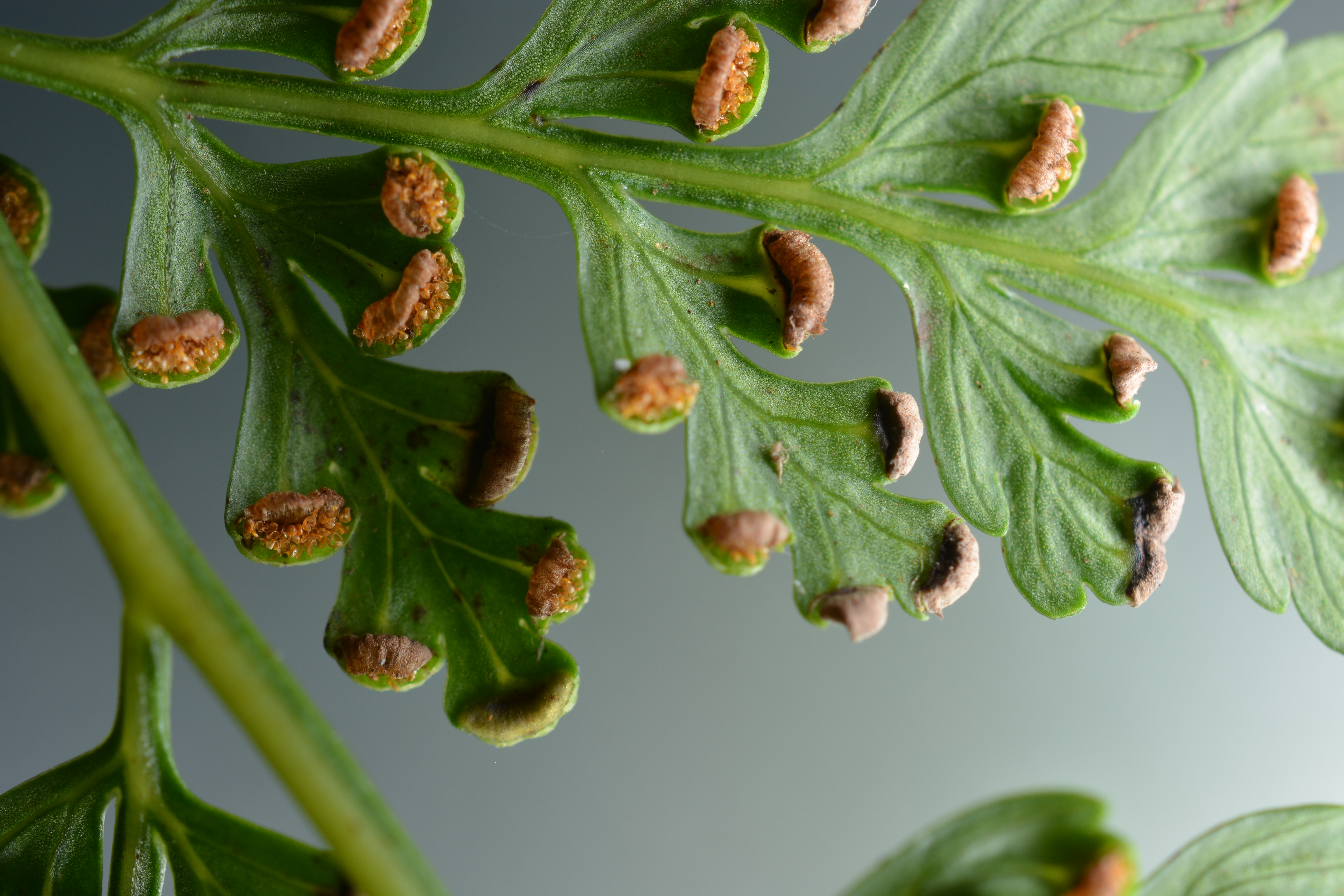
Blattunterseite von Culcita macrocarpa mit Sori

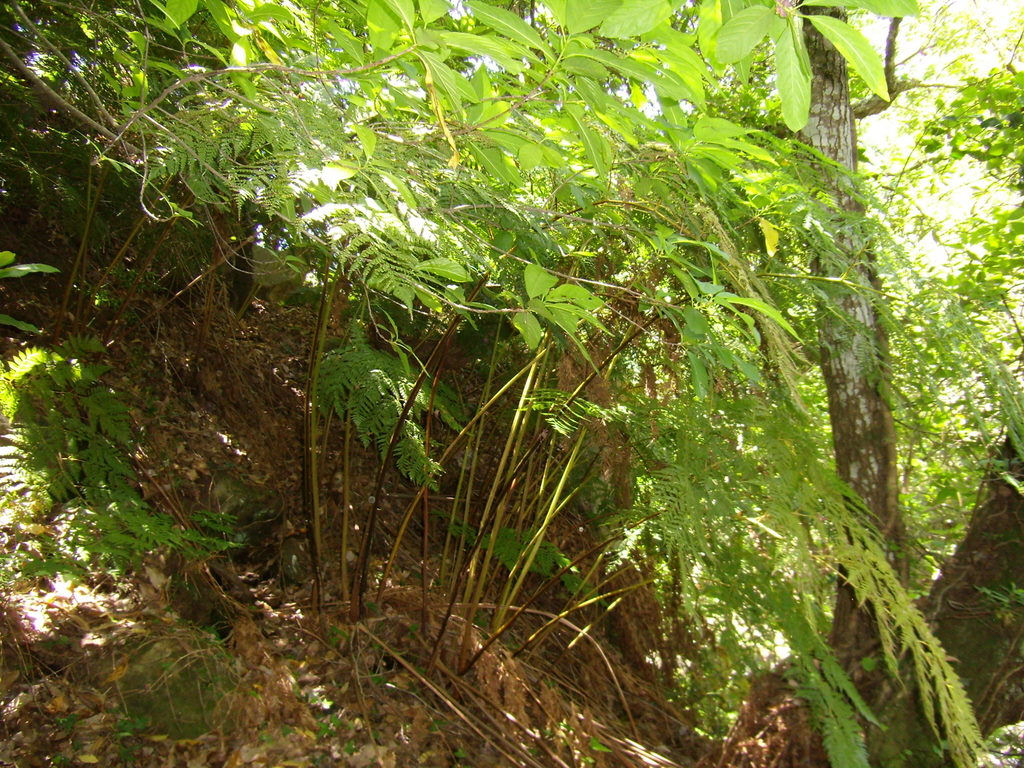
Habitus von Culcita macrocarpa

Culcita-Arten sind ausdauernde krautige Pflanzen. Die Rhizome sind kriechend oder aufsteigend. Sie besitzen eine Solenostele und tragen gegliederte Haare.
Die Blattwedel sind in Blattstiel und Blattspreite gegliedert. Die gefurchten Blattstiele zeigen im Querschnitt ein rinnenförmiges Leitbündel. Entlang der Furche des Blattstiels ziehen sich in Doppelreihe über fast die ganze Länge kastanien- bis rotbraune Drüsen. Die Blattstiele sind zum Ansatz hin ebenso behaart wie die Mittelrippe. Die Blattspreite ist ebenso lang wie der Blattstiel und vier- bis fünffach gefiedert, und stets, wenngleich nur schwach, behaart. Die falben bis kastanienbraunen, seidig glänzenden Haare sind etwa 2 Zentimeter lang, mit Ausnahme jener der Spreite, die nur 0,5 bis 1 Zentimeter lang sind.
Die Nerven enden frei und sind oft gabelig verzweigt. Die Sori sind etwa 3 Millimeter breit, stehen terminal an den Nerven und besitzen Paraphysen (sterile Fäden). Das äußere Indusium ist kaum vom Blattgewebe unterschieden, das innere ist deutlich modifiziert. Die Sporen sind tetraedrisch-kugelig und trilet (dreiteilige Narbe).
Die Chromosomengrundzahl beträgt x = 66.

## Systematik und Verbreitung

### Botanische Geschichte
Die Gattung Culcita ist eng mit den Plagiogyriaceae verwandt. Zeitweise wurden ihr bis zu zehn Arten zugeordnet, die  mehrheitlich die im australasischen Raum verbreitete Gattung Calochlaena in der Familie der Dicksoniaceae bilden.

### Taxonomie
Die Gattung Culcita wurde 1836 durch Karel Bořivoj Presl mit der Typusart Culcita macrocarpa C.Presl in Tentamen Pteridographiae, Seite 135, Tafel 5, Figur 5 aufgestellt. Der Gattungsname Culcita ist vom lateinischen Wort für „Kissen“ abgeleitet und verweist entweder auf die kissenförmigen Indusien oder auf die Behaarung der Ansätze der Blattstiele. Ein Synonym für Culcita C.Presl ist Dicksonia subgen. Balantium Hook. Die Familie Culcitaceae Pic.Serm. wurde 1970 in Webbia, Volume 24, Seite 702 aufgestellt. Culcita ist die einzige Gattung der Familie Culcitaceae.

### Arten und ihre Verbreitung
Von den nur zwei Arten der Gattung Culcita kommt die eine in Makaronesien sowie im südwestlichen Spanien und die andere in der Neotropis vor.
Die Gattung Culcita enthält nur zwei Arten:
- Culcita coniifolia (Hook.) Maxon (Syn.: Balantium coniifolium (Hook.) J.Sm., Balantium martianum (Klotzsch) Fée, Culcita schlimensis Fée, Dicksonia coniifolia Hook., Dicksonia martiana Klotzsch ex Hook., Microlepia coniifolia (Hook.) Fée): Sie ist in der Neotropis von Mexiko über Zentralamerika und Karibischen Inseln bis Südamerika weitverbreitet. Es gibt Fundortangaben für die mexikanischen Bundesstaaten Chiapas, Guerrero sowie Oaxaca, Guatemala, Honduras, El Salvador, Nicaragua, Panama, Kuba, Jamaika, Hispaniola, Costa Rica, die kolumbianischen Departamentos Antioquia, Boyacá, Chocó, Cundinamarca, Huila, Meta, Norte de Santander, Putumayo, Risaralda, Santander sowie Tolima, Ecuador, die bolivianischen Departamentos Cochabamba, La Paz sowie Santa Cruz, die venezolanischen Bundesstaaten Amazonas, Bolívar, Lara, Mèrida, Táchira sowie Trujillo, Peru, die brasilianischen Bundesstaaten São Paulo, Rio de Janeiro, Paraná, Rio Grande do Sul und Guyana.[1]
- Culcita macrocarpa C.Presl (Syn.: Balantium culcita (L´Hér.) Kaulf., Dicksonia culcita L´Hér.): Selten auch Kissenfarn genannt.[1] Er kommt auf den Azoren (auf den Inseln São Miguel, Terceira, São Jorge, Pico, Faial, Flores sowie Corvo), auf der Hauptinsel Madeira, auf der kanarischen Insel Teneriffa und im südwestlichen Spanien nur in Algeciras vor.[1] Im nördlichen Portugal ist er ein Neophyt.[1][3]